# 1150-ті до н. е.

## Події
Повстання проти еламських завойовників у Вавилонії під керівництвом Мардук-кабіт-аххі-шу закінчується перемогою та встановленням Четвертої Вавилонської династії. Столиця переноситься до Ісіну.

## Правителі
- фараони Єгипту Рамсес III та Рамсес IV;
- цар Ассирії Ашшур-дан I;
- царі Вавилонії Забаба-шум-іддін, Елліль-надін-аххе, Мардук-кабіт-аххі-шу;
- царі Еламу Шутрук-Наххунте I та Кутір-Наххунте;